# デーモドコス

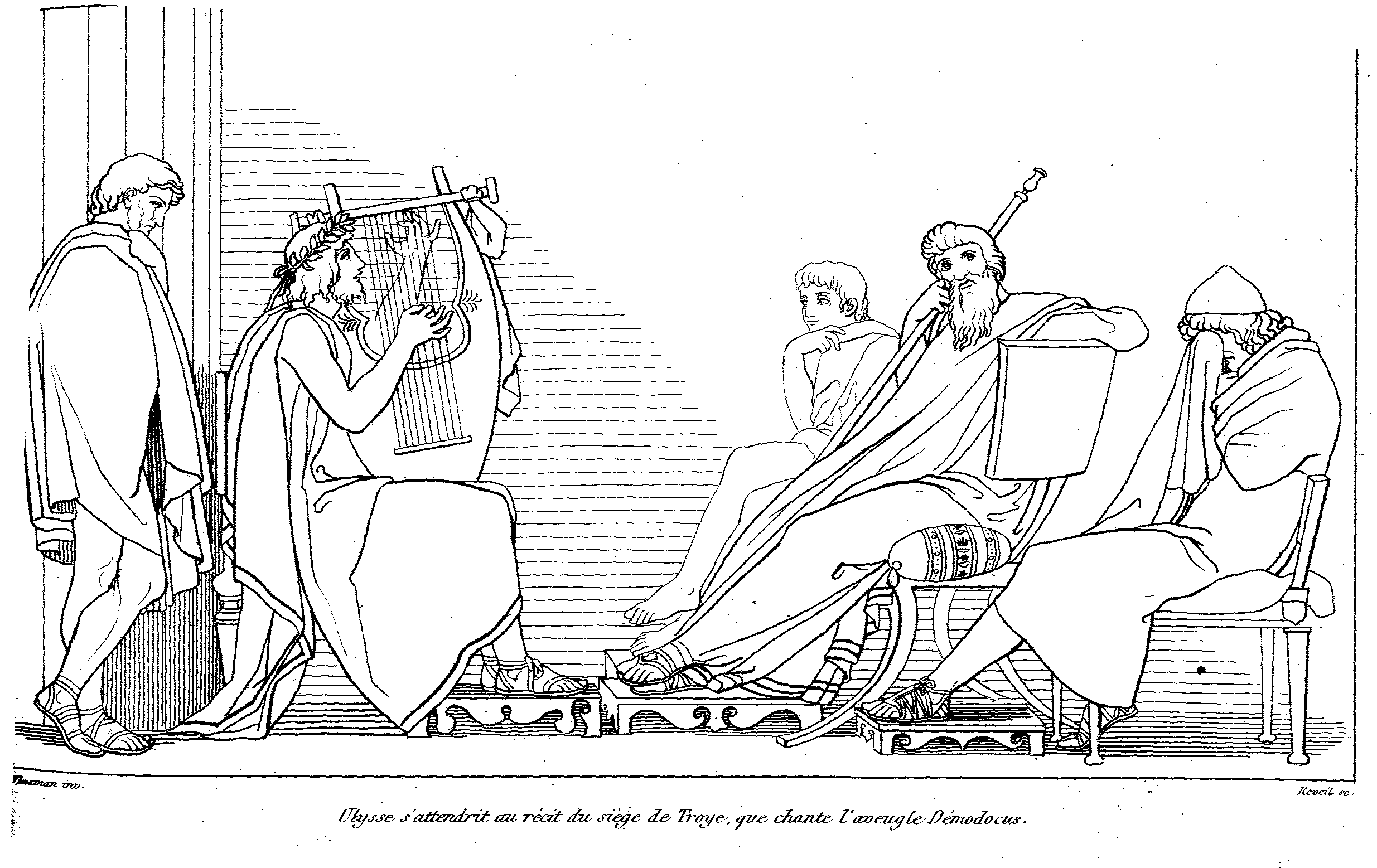
物語を歌うデーモドコス、アルキノオス王、涙するオデュッセウス。ジョン・フラックスマン画。

デーモドコス（古希: Δημόδοκος、古代ギリシア語ラテン翻字: Dēmódokos、羅: Demodocus）は、ギリシア神話の人物である。長母音を省略してデモドコスとも表記される。パイアーケス人で最も有名な楽人で、視力と引き換えにムーサイから歌の才能を授けられたという。
デーモドコスはアルキノオス王がオデュッセウスのために開いた会食の席で、トロイア戦争でのアキレウスとオデュッセウスの口論の物語を歌い、それを聞いたオデュッセウスは密かに涙した。競技会ではアレースがヘーパイストスの留守の間にアプロディーテーと逢引し、ともにヘーパイストスの罠にかかる有名な神話を歌った。またトロイアの木馬の作戦の物語も歌い、デーイポボスの館で行われた激戦などを語った。オデュッセウスの涙に気づいていたアルキノオスは客人が何者であるかたずね、そこでオデュッセウスは身の上を語った。

## その他のデーモドコス
- アイネイアースの部下[3]。